# Nyckelharpa

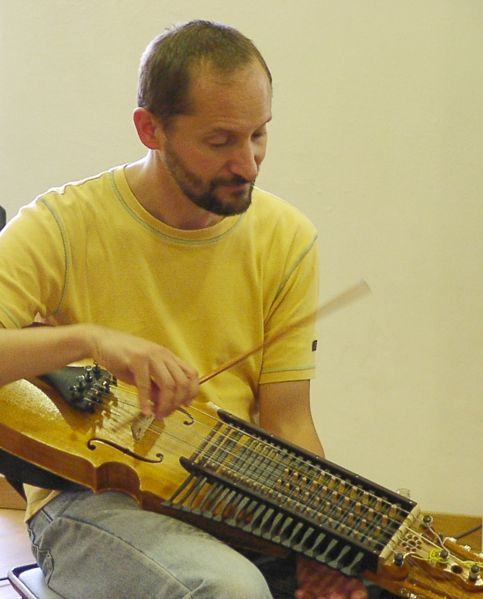
O músico italiano Marco Ambrosini que toca uma nyckelharpa construída por Annette Osann. A fotografia é feita exame durante os dias internacionais do nyckelharpa no castelo Castelo de Fürsteneck em Alemanha 2005

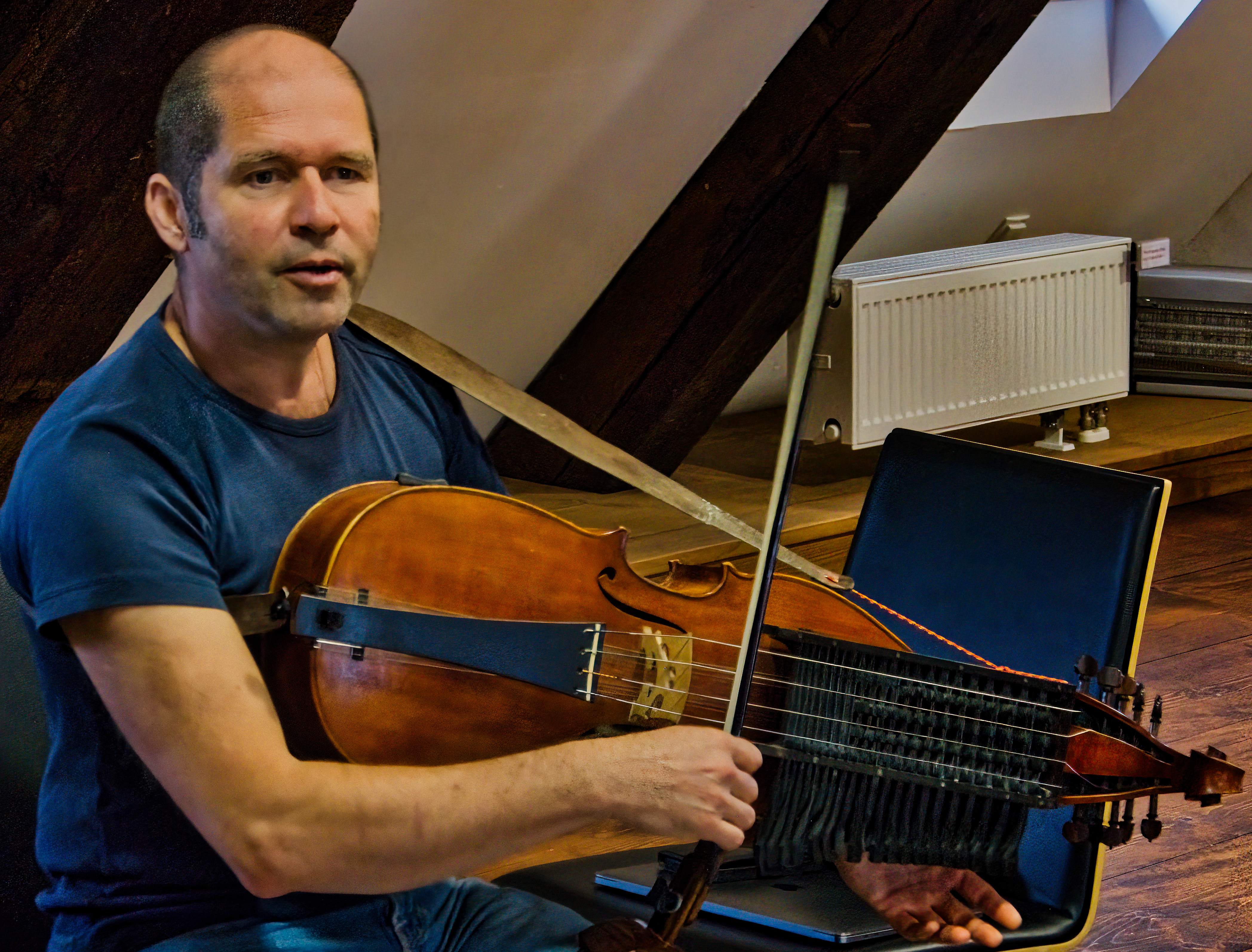
Didier François ensina a sua técnica pessoal nos dias internacionais da nyckelharpa na Alemanha no Castelo de Fürsteneck 2005

Nyckelharpa é um tradicional instrumento musical da Suécia. Trata-se de um instrumento de cordas friccionadas, equipado com teclas que pressionam as cordas, variando o tom, e cordas de ressonância (cordas simpáticas) que não são ativamente tocadas pelo instrumentista e que lhe conferem uma sonoridade característica. O seu nome, de origem sueca, significa "cordofone de teclas".
Há registro, desde a Idade Média Tardia, de exemplos iconográficos e descrições deste instrumento no eixo norte-sul constituído pelos seguintes países: Suécia, Alemanha e Itália. Desde o período barroco até aos dias de hoje, a nyckelharpa tem sido tocada na região sueca da Uplândia como instrumento de tradição folclórica.
Graças ao contributo de August Bohlin (1877-1949), Eric Sahlström (1912-1986) e outros músicos entusiastas na Europa continental que descobriram o instrumento nos anos 80, a nyckelharpa tem conhecido um renascimento a nível mundial, sendo utilizada em vários estilos musicais.
Diversas bandas temáticas utilizam este instrumento, como Faun, da Alemanha, e Terra Celta, do Brasil.